# Lascellas
Lascellas es una localidad española del municipio de Lascellas-Ponzano, perteneciente a la provincia de Huesca, en la comunidad autónoma de Aragón.

## Toponimia
El nombre del lugar puede encontrarse escrito con las grafías Lascellas y Las Cellas.

## Historia
Hacia mediados del siglo XIX, el lugar, por entonces con ayuntamiento propio, tenía contabilizada una población de 291 habitantes. Aparece descrito en el sexto volumen del Diccionario geográfico-estadístico-histórico de España y sus posesiones de Ultramar de Pascual Madoz con las siguientes palabras:

CELLAS (las): l. con ayunt. en la prov. y dióc. de Huesca (5 1/2 leg), part. jud. y adm. de rent. de Barbastro (2 1/2), aud. terr. y c. g. de Zaragoza (18): sit. en la márg. izq. del r. Alcanadre con clima sano, aunque frio. Tiene 47 casas, suna escuela de instruccion primaria y una igl. parr. Confina el térm. N. Panzano; E. Abiego; S. r. Alcanadre, y O. Azlor. El terreno es llano y feraz; pasa el camino de harradura que se dirige de Huesca á Barbastro: recibe el correo de la cap. de part. prod.: aceite, vino, cereales, hortalias y frutas. Tiene 20 vec. de catastro y 291 alm. contr.: 8,609 rs.
(Madoz, 1847, p. 304)

El municipio de Lascellas desapareció en 1969, cuando se fusionó con el de Ponzano para dar lugar al de Lascellas-Ponzano.

## Demografía
| Gráfica de evolución demográfica de Lascellas entre 1842 y 1960 |
| |
| Población de derecho según los censos de población del INE Población de hecho según los censos de población del INEEntre el censo de 1970 y el anterior, este municipio desaparece porque se agrupa en el municipio Lascellas Ponzano |

En 2023, la entidad singular de población de Lascellas tenía empadronados 43 habitantes, los mismos que el núcleo de población del mismo nombre.